# Alone (film)
Pour les articles homonymes, voir Alone.
Pour plus de détails, voir Fiche technique et Distribution.
Alone (แฝด ou Fad, litt. « Jumelle(s) ») est un film d'horreur thaïlandais écrit et réalisé par Parkpoom Wongpoom et Banjong Pisanthanakun, sorti en 2007,.

## Synopsis
Phim vit à Séoul avec son mari Wee. Après sa soirée d'anniversaire avec ses amis coréens, elle reçoit des nouvelles de sa mère qui se trouve à l'hôpital à Bangkok, ayant subi un accident vasculaire cérébral. Phim et Wee quittent immédiatement le pays pour la rejoindre et séjournent dans la maison d'enfance de Phim. Des souvenirs la hante, révélant un traumatisme lié à sa sœur Ploy. En effet, Phim et Ploy étaient des jumelles siamoises liées par l'estomac, mais Ploy est décédée au cours de l'intervention chirurgicale compliquée pour les séparer. Depuis lors, Phim a vécu avec un immense sentiment de culpabilité qui se manifeste plus fort dans cette maison… et de la détresse parce qu'elle commence à voir le fantôme de sa sœur partout.

## Fiche technique
- Titre original : แฝด
- Titre français : Alone
- Réalisation : Banjong Pisanthanakun et Parkpoom Wongpoom
- Scénario : Banjong Pisanthanakun, Parkpoom Wongpoom, Aummaraporn Phandintong et Sopon Sukdapisit
- Direction artistique : Wittaya Chaimongkol
- Décors : Saksiri Chantarangsri
- Costumes : Phacharaphan Sathitrachot
- Photographie : Niramon Ross
- Montage : Vijja Kojew et Thammarat Sumethasupphachok
- Musique : Chartchai Pongprapapan
- Production : Yodphet Sudsawad, Yongyoot Thongkongtoon et Mingmongkol Sonakul
- Société de production : GMM Grammy, Dedicate Ltd, Phenomena Motion Pictures
- Société de distribution : 24 Frames (États-Unis), GMM Grammy (Thaïlande), Wild Side (France)
- Pays : Thaïlande
- Langue : thaï, coréen
- Format : couleur – 35 mm – Dolby Digital EX
- Genre : horreur
- Durée : 92 minutes
- Dates de sortie : 
  -  Thaïlande : 29 mars 2007
  -  France : 3 juin 2008 (DVD)
  - Interdit aux moins de 12 ans lors de sa sortie en France

## Distribution
- Marsha Wattanapanich  : Phim / Ploy
- Hatairat Egereff  : Phim, 15 ans
- Rutairat Egereff  : Ploy, 15 ans
- Chutikan Vimuktananda  : Phim, 7 ans
- Chayakan Vimuktananda  : Ploy, 7 ans
- Vittaya Wasukraipaisan : Wee
- Namo Tongkumnerd  : Wee, 15 ans
- Ruchanu Boonchooduang  : La mère de Phim et Ploy

## Production

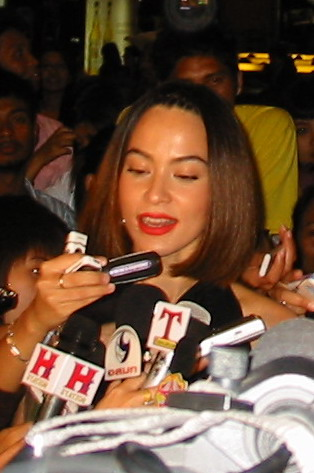
Marsha Wattanapanich au Star Entertainment Awards 2007

En quinze ans de carrière, la chanteuse Marsha Wattanapanich tient ici son premier rôle de film, interprétant les deux jumelles siamoises. C'est elle-même qui chante la chanson Suan Neung Khong Chan (litt. Une partie de moi) dans le générique de fin.

## Festivals
Depuis la sortie officielle du film à Thaïlande, Alone a fait le tour des festivals, en commençant par le Festival de Cannes 2007 et le Festival international de film de Bangkok 2007. Au Fantastic Fest 2007 à Austin (Texas), le film a remporté des Prix pour le meilleur réalisateur et le meilleur film. Il a également emporté de nombreux Prix au Screamfest, le Festival de film d'horreur, à Los Angeles (Californie), incliné pour la meilleure photographie, les meilleurs réalisateurs, le meilleur montage et le meilleur film. Le film a également remporté le Prix du meilleur film au Toronto After Dark Film Festival 2007.

## Distinctions

### Récompenses
- Fantastic Fest 2007
  - Prix spécial de jury des meilleurs réalisateurs
  - Prix de jury du meilleur film

- Screamfest 2007
  - Prix de la meilleure photographie
  - Prix des meilleurs réalisateurs
  - Prix du meilleur montage
  - Prix du meilleur film

- Toronto After Dark Film Festival 2007
  - Prix du meilleur film

- Thailand National Film Association Awards 2008
  - Prix de la meilleure actrice
  - Prix de la meilleure chanson originale

### Nominations
- Thailand National Film Association Awards 2008
  - Prix de la meilleure direction artistique
  - Prix du meilleur montage
  - Prix de la meilleure musique
  - Prix des meilleurs effets spéciaux